# Psalidognathus modestus
Psalidognathus modestus là một loài bọ cánh cứng trong họ Cerambycidae.